# Saladoide
Saladoide es una cultura arqueológica que se difundió por el Caribe oriental. Corresponde a la migración de grupos Arahuacos desde el noreste de Venezuela hacia las Antillas Menores. Estos grupos fueron originarios del curso bajo del río Orinoco, cerca de las poblaciones modernas de Saladero y Barrancas en Venezuela. Como se desconoce el nombre del pueblo que portaba esta cultura, se les llama saladoides, en referencia al sitio de Saladero donde se encuentran restos de cerámica característicos. Algunos autores consideran que los portadores de esta cultura son antecesores de los lucayos que vivían en las Bahamas al momento del contacto colombino.

## Migración saladoide
Hacia el 500 al 280 a C, este pueblo se asentó en las Antillas Menores y llegaron hasta Cuba. En todas las Antillas se sobrepusieron a los ortoiroides, que fueron los primeros habitantes de las islas. Con el tiempo se convirtieron en una gran proporción de lo que se denomina la cultura del Caribe. Un artefacto característico saladoide es un pequeño objeto con forma de ave raptora nativa de Sud América fabricado con materiales exóticos tales como amatista, cristal de cuarzo, y madera fosilizada.  Archivado el 6 de diciembre de 2010 en Wayback Machine.

## Cerámica
Pueblos de la cuenca inferior del río Orinoco que viajaban por mar migraron y se establecieron en sitios que se extienden por el norte hasta Puerto Rico. Dado que eran un pueblo horticultor, inicialmente se asentaron en tierras húmedas y fértiles que les permitían desarrollar sus habilidades. Estas comunidades de amerindios eran una cultura que hablaba arawak, con una tradición de ceramistas. 
Los saladoides conocían la fabricación de la cerámica. Los restos de ella son muy característicos, suelen presentar una decoración bicroma combinando blanco, rojo y negro como pigmentos. Algunos de los artefactos más representativos son unas planchas que empleaban para hornear el pan de mandioca, pero también confeccionaban jarras, platos y otro tipo de recipientes de uso cotidiano.

## Identidad étnica y lingüística
Con base en el análisis de los materiales arqueológicos, se ha sugerido que los portadores de la cultura saladoide fueran antepasados de los taínos y los lucayos, pueblos que predominaban en la región del Caribe en el momento que Cristóbal Colón llegó a América. Dado que los saladoides proceden del noreste de Venezuela, es seguro que fueran pueblos de lengua maipureana, algunos autores han propuesto que su lengua estaba cercanamente relacionada con el wayú que se habla en el norte de Venezuela y Colombia.